# Măgherani (gmina)
Măgherani – gmina w Rumunii, w okręgu Marusza. Obejmuje miejscowości Măgherani, Șilea Nirajului i Torba. W 2011 roku liczyła 1309 mieszkańców.